# Vladimir Jengibarján
Vladimir Jengibarján (örményül: Վլադիմիր Ենգիբարյան, Jereván, 1932. április 24. – Los Angeles, 2013. február 1.) szovjet-örmény kisváltósúlyú amatőr ökölvívó. Az 1956. évi nyári olimpián kisváltósúlyban olimpiai bajnok, emellett háromszoros szovjet és Európa-bajnok, A Munka Vörös Zászló Érdemrendje birtokosa. Karrierje során 267 meccséből 255-öt megnyert.

## Bokszolói karrierje
Jengibarján családja negyedik gyermekeként született. 1946-tól kezdett bokszolni Jerevánban, kezdetben Artyom Arutyunov, majd Edward Aristakesyan keze alatt. Az 1951-es szovjet bajnokságról bronzéremmel tért haza harmatsúlyban és a következő évben bekerült a szovjet nemzeti csapatba. Az 1952-es olimpiai játékokon sérülés miatt nem vehetett részt. A Szovjetunió az 1953-as Amatőr ökölvívó-Európa-bajnokságon debütált, ahol Jengibarján könnyűsúlyban aranyérmet nyert és az első szovjet Európa-bajnok lett bokszban. 1954-ben kisváltósúlyra váltott és a későbbiekben is maradt ennél a súlycsoportnál. Első szovjet bajnoki címét 1955-ben nyerte, később még kétszer, 56-ban és 58-ban lett bajnok. Az 1956-os nyári olimpiai játékokon aranyérmet nyert kisváltósúlyban. 1957-es és 59-es Amatőr ökölvívó-Európa-bajnokságon szintén bajnok lett. Az 1960-as nyári olimpiai játékokra esélyesként érkezett, azonban egy, a tornán szerzett vállsérülés miatt a lengyel Marian Kasprzyk a negyeddöntőben búcsúztatta.

## Edzői karrierje
Jengibarján nem sokkal az 1960-as olimpia után visszavonult és még több mint három évtizedig fiatal tehetségeket edzett Jerevánban. Az általa alapított sportiskola ma a nevét viseli. Később nemzetközi bíróként tevékenykedett és a hetvenes években a Szovjetuniót képviselte a Nemzetközi Amatőr Ökölvívó Szövetség bírói bizottságában. 1992-ben az Egyesült Államokba emigrált, ahol haláláig edzőként tevékenykedett.

## Halála
Életének utolsó éveiben Alzheimer-kórban szenvedett, ami később halálához is vezetett. Megemlékezését a jereváni Szent Szarkisz-katedrálisban tartották, ahol megjelent az örmény sportért felelős miniszter és az örmény nemzeti olimpiai bizottság elnöke is. A ceremóniát követően egy évenként megrendezésre kerülő bokszverseny tartanak emlékére. Lánya akarata szerint Örményországban helyezték örök nyugalomra.

## Külső hivatkozások
- databaseOlympics.com
- Jengibarján bokszol. YouTube